# Strandblombagge
Strandblombagge (Anogcodes rufiventris) är en art i insketsordingen skalbaggar som tillhör familjen blombaggar.

## Kännetecken
Strandblombaggen har en kroppslängd på 8 till 12 millimeter. Kroppen är långsmal och ovansidan av täckvingarna är täckt med fina, korta hår. Ben och antenner är förhållandevis långa, jämfört med andra närbesläktade arter. Färgteckningen skiljer sig åt mellan hanar och honor. Hos hanen är hela kroppen svart, förutom ett gult band längs täckvingarna. Honorna har en mera enfärgat gulrödaktig kropp, med något mörkare halssköld, tarser och antenner.

## Utbredning
Europa, i Norden endast känd från Gotska Sandön och Fårö.

### Status
I Sverige är strandblombaggen betraktad som sårbar. Dess utbredning är mycket begränsad och tillgången på lämpliga träd för larverna att utvecklas i har mycket stor betydelse för artens fortbestånd.

## Levnadssätt
Larven lever i död ved av tall, men i mellersta Europa ibland även i torra stjälkar av olika örter. Helst skall veden ligga på marken, i ett varmt och torrt läge. Larven behöver ett par år på sig för att utvecklas till imago. Som fullbildad insekt hittas strandblombaggen från mitten av sommaren fram till tidig höst, ofta på olika blommande gräs, till exempel strandråg. Den kan också hittas på en del andra blommande växter, som vildmorot, sökandes efter pollen och nektar.